# Бирюков (Саратовская область)
Бирюков — хутор в Александрово-Гайском районе Саратовской области России. Входит в состав Александрово-Гайского муниципального образования.

## История
Основан в 1912 г. 
До 20 марта 2016 года хутор входил в состав ныне упразднённого Камышковского сельского поселения.

## Население
| 2000 | 2010 | 2018 |
| ---- | ---- | ---- |
| 29   | ↗55  | ↘22  |

Национальный состав
Согласно результатам переписи 2002 года, в национальной структуре населения казахи составляли 95 %.